# Epirrhoe pseudotristata
Epirrhoe pseudotristata är en fjärilsart som beskrevs av Heydemann 1936. Epirrhoe pseudotristata ingår i släktet Epirrhoe och familjen mätare. Inga underarter finns listade i Catalogue of Life.